# نيل كريغتون سينيور
نيل كريغتون سينيور (بالإنجليزية: Neal Creighton, Sr.)‏ هو عسكري أمريكي، ولد في 1930.